# 稲田和浩
稲田 和浩（いなだ かずひろ、1960年3月31日 - ）は、日本の演芸作家、落語評論家。
日本脚本家連盟、社団法人日本放送作家協会所属。民族芸能を守る会相談役。作者部屋（歌舞伎作家のこと）同人。

## 来歴
東京都品川区出身。日本大学芸術学部演劇学科卒業。タウン誌記者、コピーライターなどを経て、1986年頃より浪曲の台本を書き始める。それ以来、演芸（落語、講談、浪曲、漫才）の台本、邦楽（長唄、新内、琵琶など）の作詞、演劇の脚本、演出などを手がける。大西信行門下。
2004年、日本脚本家連盟、社団法人日本放送作家協会に入会。2019年には、初となる時代小説を上梓した。

## 著書
- 『食べる落語 いろはうまいもんづくし』教育評論社、2006
- 『恋する落語 男と女のいろはづくし』教育評論社、2008
- 『はたらく落語 江戸の商売いろはづくし』教育評論社、2009
- 『落語が教えてくれる生活の知恵30』明治書院、2009 学びやぶっく
- 『浪曲論』 彩流社 2013年8月 ISBN 978-4779119088　増補改訂版 2022年4月 ISBN 9784779128165
- 『大人の落語評論』 彩流社 2014年4月 ISBN 9784779170126
- 『にっぽん芸能史』 映人社 2014年5月 ISBN 978-4871002363
- 『忠臣蔵はなぜ人気があるのか』 彩流社 2014年9月 ISBN 9784779170188
- 『怪談論』 彩流社 2015年7月 ISBN 9784779170348
- 『たのしい落語創作』 彩流社 2015年10月 ISBN 9784779170430
- 『〈男〉の落語評論』 彩流社 2016年8月 ISBN 9784779170713
- 『落語に学ぶ大人の極意』 平凡社新書 2016年10月 ISBN 9784779170713、2020年2月 ISBN 978-4256985557
- 『ゼロから分かる！ 図解落語入門』 世界文化社 2018年3月 ISBN 9784418182114
- 『水滸伝に学ぶ組織のオキテ』平凡社新書 2018年4月 ISBN 9784582858730、2020年3月 ISBN 978-4256985984
- 『そんな夢をあともう少し 千住のおひろ花便り』 祥伝社文庫 2019年1月 ISBN 9784396344917
- 『落語からわかる江戸の食 (いろは落語づくし)』 教育評論社 2019年11月 ISBN 978-4866240244
- 『落語からわかる江戸の死 (いろは落語づくし)』 教育評論社 2019年11月 ISBN 978-4866240251
- 『女の厄払い 千住のおひろ花便り』 祥伝社文庫 2019年11月 ISBN 978-4396345877
- 『江戸落語で知る四季のご馳走』 平凡社新書 2020年1月 ISBN 978-4256986509
- 『豪傑 岩見重太郎』 祥伝社文庫 2020年6月 ISBN 978-4396346423
- 『落語からわかる江戸の恋 (いろは落語づくし)』 教育評論社 2020年11月 ISBN 978-4866240329
- 『落語からわかる江戸の旅 (いろは落語づくし)』 教育評論社 2020年11月 ISBN 978-4866240336
- 『昭和の名人 この一席』教育評論社 2021年6月 ISBN 978-4866240435
- 『江戸のいろごと 落語で知る男と女』平凡社新書 2021年8月 ISBN 9784582859836
- 『落語に学ぶ老いのヒント―長い老後をいかに生きるか』平凡社新書 2023年4月 ISBN 9784582860269
- 『師弟論―伝統芸能とパワハラ』彩流社 2023年4月 ISBN 9784779128905

## 共編著
- 『5人の落語家が語るザ・前座修業』守田梢路共著 日本放送出版協会、生活人新書 2010
- 『落語の黄金時代』 山本進、稲田和浩、大友浩、中川桂 共著 三省堂 2010年5月 ISBN 978-4385364490
- 『落語長屋 噺の処方箋』 稲田和浩 編、木下真之、小出美河子、佐藤友美、田谷悠紀 共著 アールズ出版 2010年7月 ISBN 978-4862041500
- 『おやこで楽しむ講談入門』宝井琴星監修、稲田和浩、小泉浩明、宝井琴柑 著 彩流社 2018年2月 ISBN 978-4779124099
- 『講談師・浪曲師になるには』 小泉 博明、稲田 和浩 著, 宝井 琴鶴 編集協力 ぺりかん社 2019年11月 ISBN 978-4831515490
- 『おやこで楽しむ講談ドリル』 宝井 琴星 監修、宝井 琴鶴、稲田 和浩、小泉 博明 著 彩流社 2020年12月 ISBN 978-4779127236
- 『落語 演目・用語事典』 稲田和浩 編 日外アソシエーツ 2021年1月 ISBN 978-4816928611

## 出演
- 浪曲十八番（NHK-FM)
- 邦楽百番（NHK-FM）